# Dürnau (Landkreis Biberach)

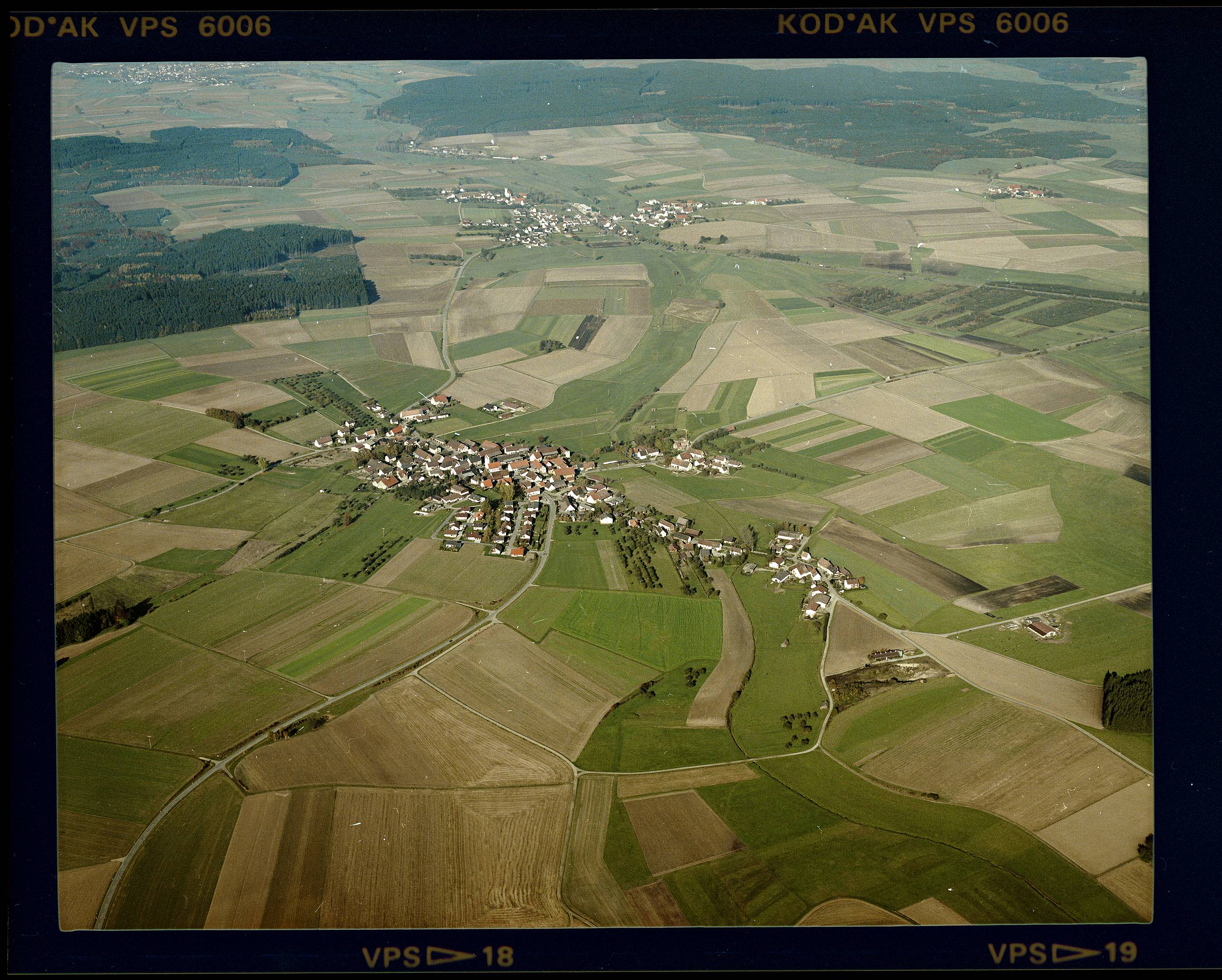
Luftbild von Dürnau, 1984

Dürnau ist eine Gemeinde im Landkreis Biberach in Baden-Württemberg.

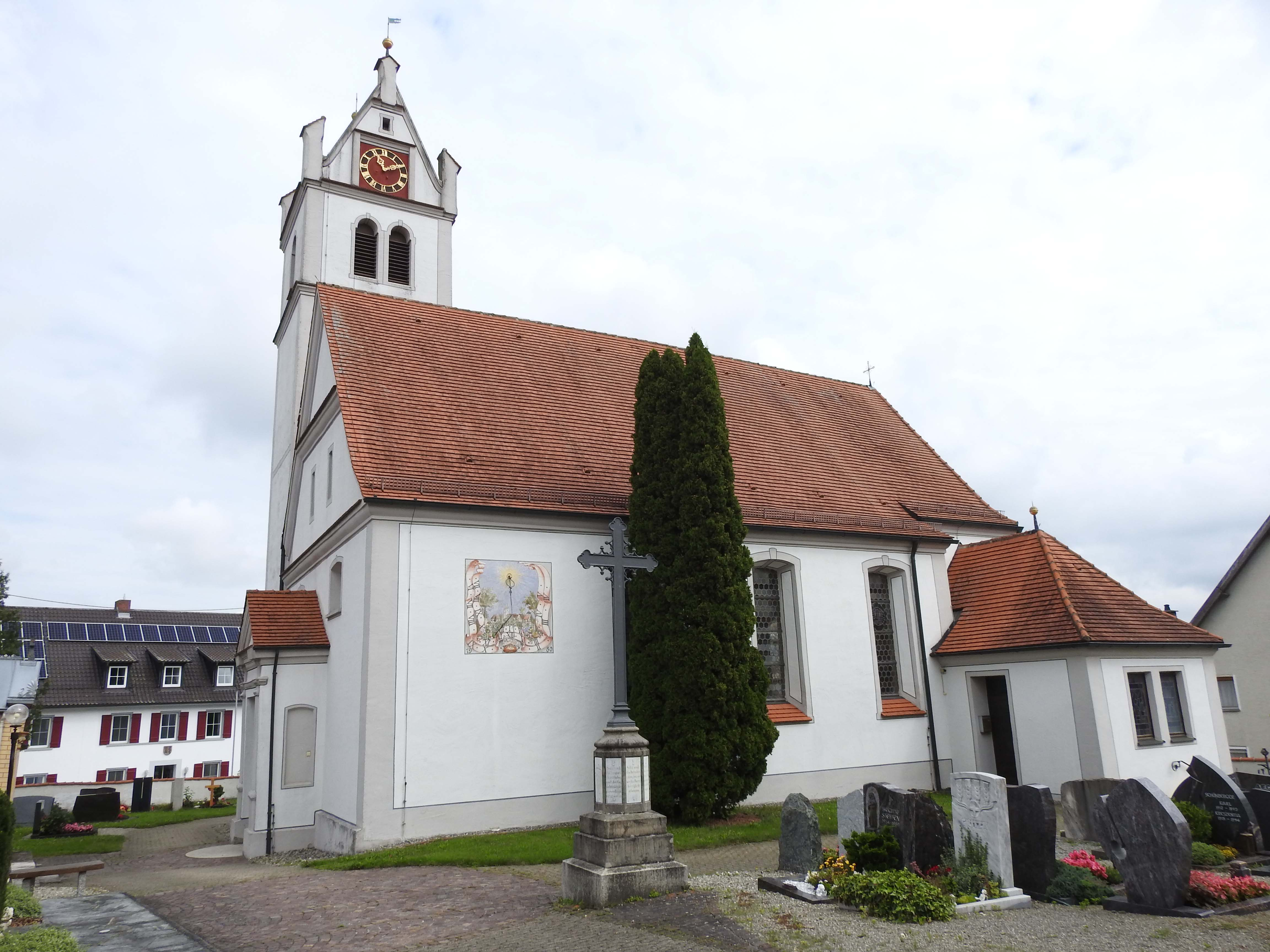
Kirche St. Johannes Baptist in Dürnau

## Geografie
Die Gemeinde liegt, vier Kilometer vom Federsee und der Stadt Bad Buchau entfernt, in einer flachhügeligen Grundmoränenlandschaft und berührt das Federseeried.

### Nachbargemeinden
Von Westen beginnend grenzt Dürnau an eine Exklave der Stadt Riedlingen, die Gemeinde Kanzach, die Stadt Bad Buchau und die Stadt Bad Saulgau im Landkreis Sigmaringen mit den Dörfern Braunenweiler, Krumbach/Figels und Kleintissen.

## Geschichte

### Vom Mittelalter bis zum Untergang des alten Reichs
Vermutlich im Hochmittelalter als Ausbausiedlung gegründet, wurde der Ort 1171 erstmals als Dornon urkundlich erwähnt. Ortsadel ist 1171 und 1239 erwähnt, als die Herren von Dornon Ministerialen der Grafen von Veringen beziehungsweise der Grafen von Württemberg-Grüningen waren. Im 14. Jahrhundert war der Ort unter der Herrschaft der Grafen von Hornstein, die ihn 1387 an die Äbtissin des Stifts Buchau verkauften. Als Erbe kam der Ort so zum Stift Buchau. Im Dreißigjährigen Krieg starben viele dort ansässige Geschlechter – vor allem in der männlichen Linie – aus. So gab es bis zum Jahre 1700 einen starken Zustrom von Einwanderern aus der Schweiz. Dies ist noch in zwei Hofnamen erhalten: Zürchers und Schweizers Haus. Mit der Säkularisation kam Dürnau wie das Stift 1803 an die Fürsten von Thurn und Taxis.

### Seit württembergischer Zeit
Ab 1806 hatte das Königreich Württemberg die Staatshoheit und verwaltete Dürnau ab 1810 für mehr als ein Jahrhundert als Teil des Oberamts Riedlingen. Bei der Kreisreform während der NS-Zeit in Württemberg kam der Ort 1938 zum Landkreis Saulgau. Im Jahre 1945 wurde Dürnau Teil der Französischen Besatzungszone und kam somit zum Nachkriegsland Württemberg-Hohenzollern, welches 1952 im Bundesland Baden-Württemberg aufging. Seit der Kreisreform von 1973 ist Dürnau Teil des Landkreises Biberach. Durch die Gründung des Gemeindeverwaltungsverbandes Bad Buchau, welchem Dürnau angehört, konnte die Selbständigkeit der Gemeinde bis heute erhalten bleiben.

### Einwohnerentwicklung
- 1827: 307 Einwohner
- 1871: 371 Einwohner
- 1910: 375 Einwohner
- 1939: 294 Einwohner
- 1950: 343 Einwohner
- 1961: 285 Einwohner
- 1970: 311 Einwohner
- 1991: 388 Einwohner
- 1995: 441 Einwohner
- 2005: 457 Einwohner
- 2010: 454 Einwohner
- 2015: 416 Einwohner
- 2020: 469 Einwohner

### Religionen
Die Gemeinde ist Sitz der katholischen Pfarrei St. Johannes Baptist. Kirche und Pfarrei sind schon 1275 belegt. Ab 1313 gehörten sie dem Kloster Salem, ab 1353 den Kröwel von Ravensburg, ab 1390 dem Saulgauer Spital, das die Pfarrei 1430 angliederte. 1694 ging die Dürnauer Pfarrei als Pfand an das Stift Buchau und wurde von diesem 1745 endgültig übernommen. Bis 2007 gehörte die Kirchengemeinde St. Johannes der Täufer zum Dekanat Riedlingen. Seither ist die römisch-katholische Kirchengemeinde Teil der Seelsorgeeinheit Federsee im Dekanat Biberach der Diözese Rottenburg-Stuttgart.
Die evangelischen Christen gehören zur Kirchengemeinde Bad Buchau im Dekanat Riedlingen der Evangelischen Landeskirche in Württemberg.

## Politik

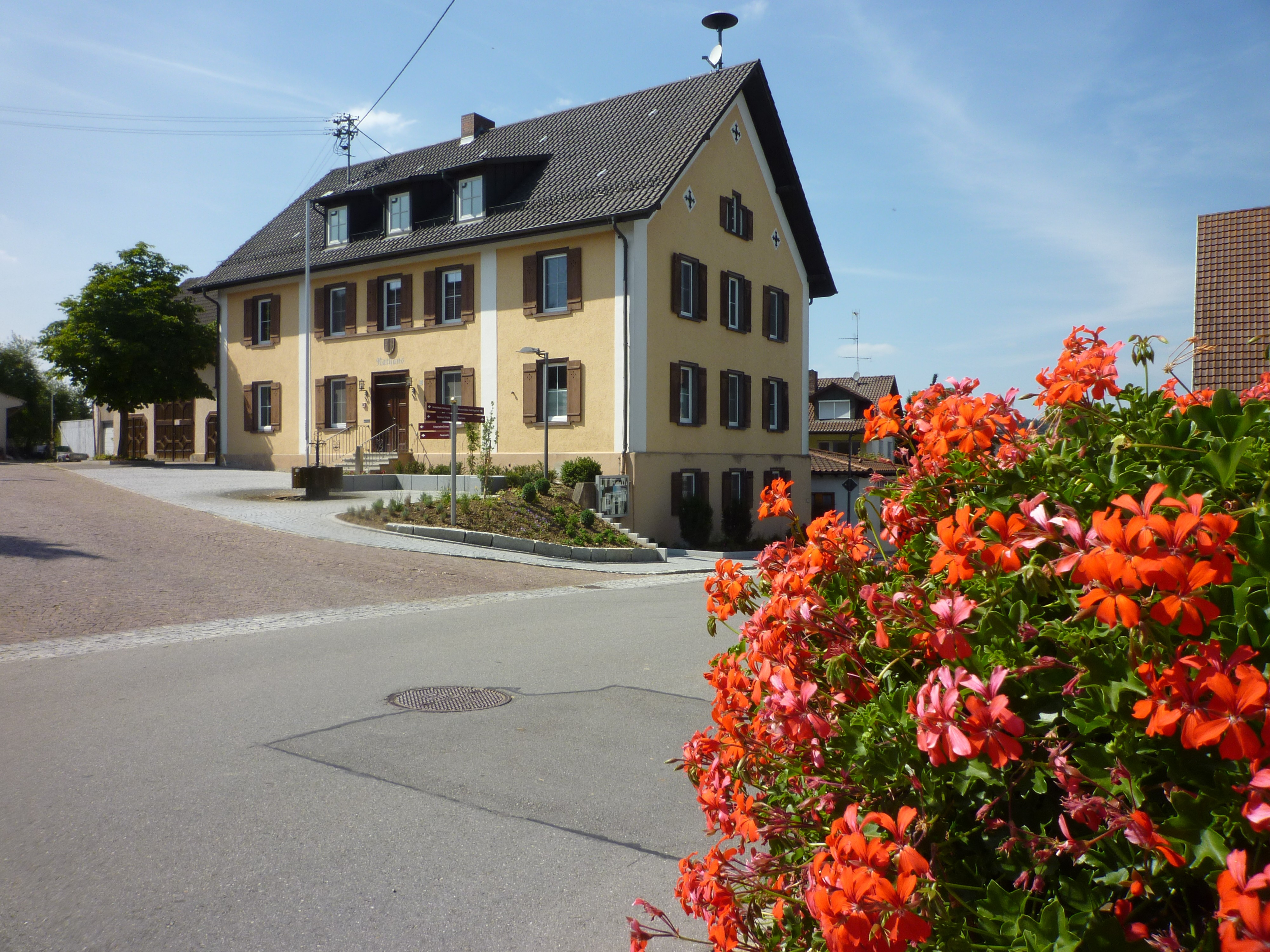
Rathaus

### Gemeinderat
Der Gemeinderat in Dürnau besteht aus den acht gewählten ehrenamtlichen Gemeinderäten und dem Bürgermeister als Vorsitzendem. Der Bürgermeister ist im Gemeinderat stimmberechtigt. Bei der Kommunalwahl am 9. Juni 2024 wurde der Gemeinderat durch Mehrheitswahl gewählt. Mehrheitswahl findet statt, wenn kein oder nur ein Wahlvorschlag eingereicht wurde. Die Bewerber mit den höchsten Stimmenzahlen sind dann gewählt. Die Wahlbeteiligung betrug 71,8 % (2019: 71,2 %).

### Bürgermeister
- 1866 bis 1869: Schultheiß Josef Lutz
- 1869 bis 1885: Schultheiß Joh. Georg Laub
- 1886 bis 1893: Schultheiß Konrad Laux
- 1893 bis 1917: Schultheiß Johann Strohm
- 1918 bis 1925: Bürgermeister Vinzenz Huckle
- 1925 bis 1936: Bürgermeister Joseph Widder
- 1936 bis 1945: Bürgermeister Karl Kohler
- 1946 bis 1961: Bürgermeister Wendelin Straub
- 1961 bis 1977: Bürgermeister Emil Huckle
- 1977 bis 2007: Bürgermeister Karl Sontheimer (sen.)
- 2007 bis 2014: Bürgermeister Jürgen Köhler
- seit 2014: Bürgermeister Bernhard Merk

### Wappen und Flagge

#### Wappen (1968–1992)
Von 1968 bis 1992 führte die Gemeinde ein Wappen, das In Gold (Gelb) einen schwarzen Dornzweig zeigte.

Dürnau (1968–1992)

- Dürnau
(1968–1992)

#### Wappen und Flagge (ab 1992)
Seit 1992 wird folgendes Wappen geführt:
|  |  |

| | Blasonierung: „Gespalten; vorne in Rot ein goldener Zinnenturm, hinten in Silber ein blauer Wellenpfahl.“ |
| Wappenbegründung: Zunächst führte die Gemeinde einen Schild mit einem schrägen Dornzweig im Dienstsiegel. Belege hierfür sind seit 1963 vorhanden. Der dürre Dornzweig erschien dann auch in dem vom Innenministerium am 20. März 1968 verliehenen Wappen und sollte es im volksetymologischen Sinne redend machen. Das jetzige Wappen und die Flagge wurden am 17. November 1992 vom Landratsamt Biberach verliehen. Die Änderung des Wappens geht auf den Wunsch der Gemeinde zurück, die in ihrem bisherigen Wappen die den Ort prägenden historischen und landschaftlichen Gegebenheiten nicht ausreichend repräsentiert sah. Die Figur des Zinnenturms bezieht sich im Sinne eines pars pro toto auf die auf dem Schlößlebühl abgegangene Burg und gleichzeitig auf den Ortsnamen, der auf Dornon im möglichen Sinne von Turm zurückgeht. Der Wellenpfahl bezeichnet die Lage des Ortes in wasserreicher Gegend und das Vorhandensein zweier Bäche. Das Wappen wurde am 20. März 1968 durch den Innenminister Baden-Württembergs genehmigt, veröffentlicht in GABl 401/1968. Die gelb-rot gestreifte Bannerflagge mit dem nach oben versetzt tragenden Wappen wurde am 17. November 1992 von der Kreisverwaltung Biberach genehmigt. | |

## Kultur und Sehenswürdigkeiten

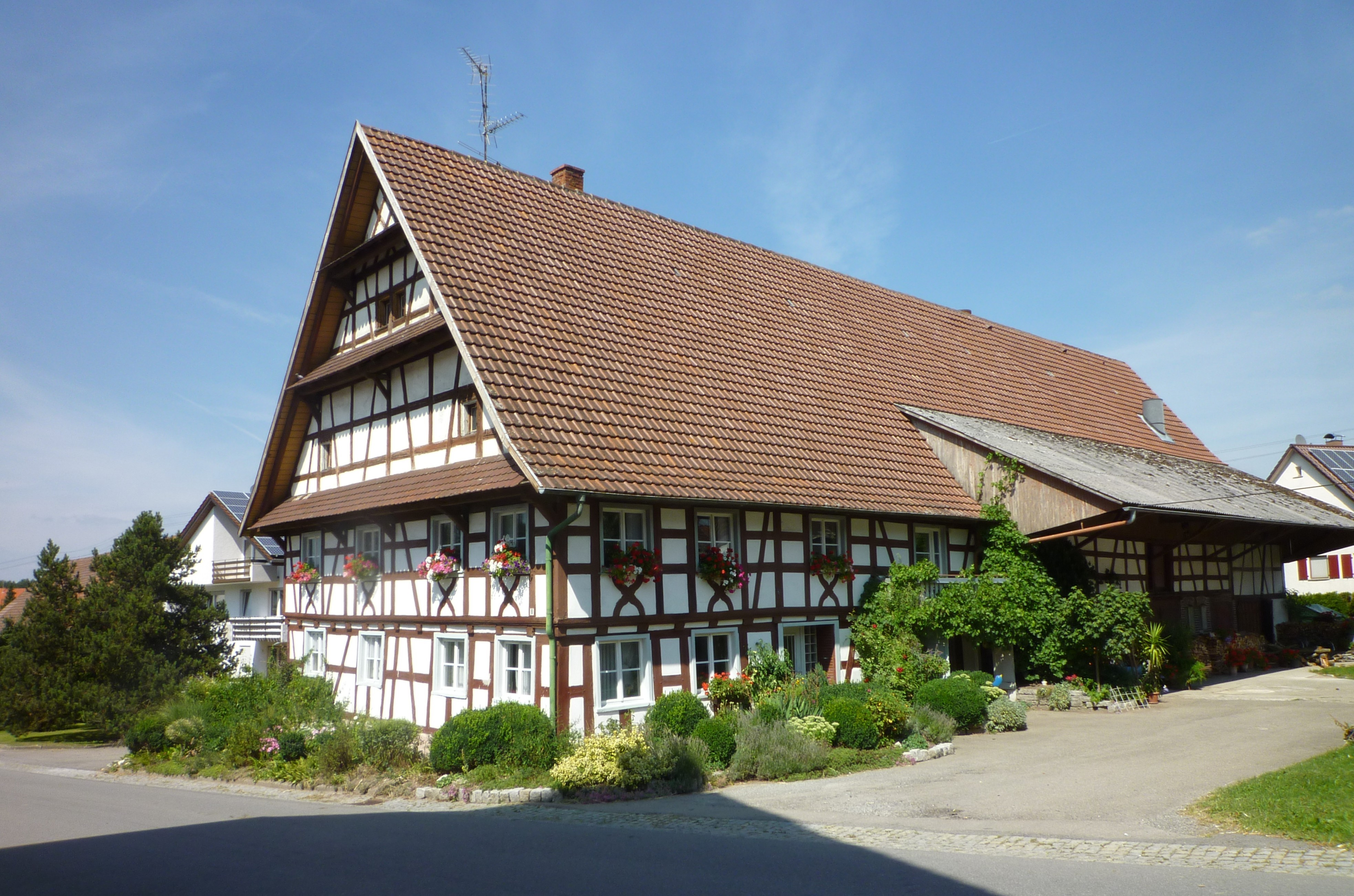
Fachwerkhaus in Dürnau

### Bauwerke
- Sehenswertes Ortsbild mit stattlichen Fachwerkhäusern aus der Zeit nach einem umfangreichen Dorfbrand 1746 bis zur ersten Hälfte des 19. Jahrhunderts.
- Katholische Kirche St. Johannes Baptist, Anfang des 18. Jahrhunderts anstelle eines Vorgängerbaus errichtet
- Ehemaliger Pfarrhof aus dem frühen 18. Jahrhundert mit:
  - Pfarrhaus, wohl vor 1725, mit zahlreichen barocken Stuckdecken
  - Scheune, 1678 erbaut, 1851 verkleinert, 1979 eingestürzt, verändert als Leichenhalle wiederaufgebaut
  - Waschhaus mit zwei Backöfen, erbaut 1755

### Hofnamen
Viele Hofnamen sind noch im Gebrauch. In der Schrift von F. X. Müller sind 37 Namen aufgeführt, mit je einer kurzen Beschreibung des Hofs und seiner Besitzer. Die Hofnamen sind: Oberes Bastes-, Kaprals-, Jergenbauern-, Zürchers-, Schmidhansen-, Kaspers-, Mesmers-, Sylvesters-, Lenzenbauern-, Nehers-, Käsers-, Straußen-, Hepplers-, Fischers-, Michlers-, Peters-, Wagners-, Kreuzwirts-, Schweizers-, Bäckers-, Schultesentonis-, Theisen-, Bäuerles-, Neubauern-, Obern Bachbauern-, Unteren Bachbauern-, Huckles Franzen-, Wohlebe-, Alte Schultese-, Karls-, Joben-, Alte Lehrers-, Strohms-, Huckles-, Hirten-, Lippe-Haus-und Schneider lanners.

### Vereine
Dürnau hat eine Musikkapelle mit rund 45 aktiven Musikern, sie spielen meist Kurkonzerte in Bad Buchau und Bad Saulgau, in den Frühlings- und Sommermonaten auch gelegentlich Unterhaltungsmusik bei Festzeltveranstaltungen sowie als Höhepunkt ein Jahreskonzert am Vorabend des ersten Advents. Außerdem ist zur Fasnetszeit die Guggamusik Xälzbära mit ihren rund 40 Laienmusikern auf Abendveranstaltungen und Umzügen umgebender Narrenzünfte aktiv. Gegründet wurde diese 1987 hauptsächlich von damals aktiven Mitgliedern der Musikkapelle. Als weitere Vereine können ein Jugendzentrum, Feuerwehr, Backvereinigung, Frauenturnverein und ein Verein Flurdenkmale genannt werden.

## Wirtschaft und Infrastruktur
Bis nach dem Zweiten Weltkrieg war Dürnau durch die Landwirtschaft geprägt. Da keine Erbteilung stattfand, waren die Höfe relativ groß. Die stattlichen Fachwerkhäuser zeugen noch davon. Im Rahmen der Flurbereinigung wurden einige Aussiedlerhöfe gebaut.

### Verkehr
Die letzte Schmalspurstrecke Württembergs, die Federseebahn Bad Schussenried–Buchau–Riedlingen, wurde 1915 bis Dürmentingen verlängert. Von dort wurde 1916 das letzte Reststück bis Riedlingen fertiggestellt. 1960 wurde die Strecke stillgelegt. Es gab keine Haltestelle für Dürnau.
Durch Dürnau führt als Landes-Radfernweg der Oberschwaben-Allgäu-Radweg. Er ist eine Rundstrecke über Ulm und Tettnang und verläuft dabei von Bad Saulgau kommend nach Dürnau und weiter über Kanzach nach Moosburg am Federsee.

### Bildung
In Dürnau gibt es einen katholischen Kindergarten. Die Schüler aus Dürnau besuchen die Schulen in Bad Buchau.

### Öffentliche Einrichtungen
Seit 1973 gibt es einen Gemeindesaal im Gebäude des Kindergartens.
Im Keller des Rathauses ist seit 1979 ein Jugendzentrum eingerichtet.

## Bekanntheit durch Fernsehen
Die Filmemacherin Eva Witte hat im Abstand von 13 Jahren zwei Filme über das Dorfleben gedreht. Der zweite Film entstand 2008 und wurde im Januar 2009 veröffentlicht.